# Ahmet Duman
Ahmet Duman (ur. 20 maja 1999) – turecki zapaśnik walczący w stylu wolnym. 
Wicemistrz świata w 2024. Jedenasty w Pucharze Świata w 2020. Złoty medalista wojskowych MŚ w 2023 i 2025. 
Drugi na MŚ U-23 w 2022. Wicemistrz Europy juniorów w 2019 roku.